# Woof
Woof - singel amerykańskiego rapera Snoop Dogga. Utwór pochodzi z albumu pt. Da Game Is to Be Sold, Not to Be Told. Gościnnie występują Fiend i Mystikal.

## Lista utworów
1. "Woof" (Album Version) - 4:24
2. "Woof" (Instrumental) - 4:31
3. "It's All on a Hoe" (Bonus Track) - 5:44

## Notowania
| Notowanie (1998/1999)                      | Najwyższa pozycja |
| ------------------------------------------ | ----------------- |
| Billboard Hot 100                          | 62                |
| Billboard Hot R&B/Hip-Hop Singles & Tracks | 31                |
| Billboard Hot Rap Singles                  | 3                 |